# Solar Impulse
Solar Impulse je švicarko eksperimentalno sončno gnano letalo, ki ga razvijajo pri  École Polytechnique Fédérale de Lausanne. Cilj projekta je let okrog sveta samo z uporabo sončne energije. Projekt vodi švicarski psihiater in aeronavt Bertrand Piccard, ki je bil kopilot na prvem nonstop letu z balonom okrog sveta.Pomaga mu švicarski poslovnež André Borschberg.
Prvo letalo z registrsko oznako HB-SIA je bilo enosedežni monoplan, ki je lahko letel do 36 ur. To letalo je prvič poletelo decembra 2009. .
Piccard in Borschberg sta uspešno letela od Švice do Španije in Moroka leta 2012. Leta 2013 sta letela v več korakih po ZDA.
Z izkušnjami od tega protoripa sta zgradila lahko večji (HB-SIB), ki naj bi letel okrog sveta v približno petih mescih..Sprva je bil ta let planiran za 2014, vendar so ga zaradi poškodbe krila v statičnih testih premaknili let na 2015.
Piccard je začel s projektom Solar Impulse novembra 2003.Do leta 2009 je zbral skupino 50 specialistov iz šestih držav in okrog 100 pomočnikov. Projekt financirajo privatna podjetja in posamezniki. 
Letalo HB-SIA nima presuriziranega kokpita. Razpon kril je primerljiv z reaktivnim Airbus A340. Poganjajo ga štirje elektormotorji, vsak z močjo 10 KM. Motorji poganjajo dvokraki propeler. Krilo je zgrajen iz karbonskih vlaken za čimmanjšo težo. Skupaj ima 11 628 fotovoltaičnih celic na krilih in horizontalnem stabilizatorju. Te celice proizvajajo elektriko za pogon motorjev in polnjenje baterij. S pomočjo baterij lahko leti tudi ponoči.

## Tehnične specifikacije (HB-SIA)
- Posadka: 1
- Dolžina: 21,85 m (71,7 ft)
- Razpon kril: 63,4 m (208 ft)
- Višina: 6,40 m (21,0 ft)
- Fotovoltaične celice: 11 628 celic s skupno močjo 45 kW
- Naložena teža: 1 600 kg (3 500 lb)
- Maks. vzletna teža: 2 000 kg (4 400 lb)
- Motorji: 4 × električni motorji,moč 7,5 kW (10 KM) vsak
- Baterije: 4 x 21 kWh li-ion (450 kg)
- Premer propelerja: 3,5 m (11 ft), obrati 200 do 400 rpm
- Vzletna hitrost: 35 km(h (22 mph)

- Potovalna hitrost: 70 km/hr (43 mph)
- Avtonimija: 36 ur (projektirana=
- Višina leta (servisna): 8 500 m (27 900 ft), največja 12 000 m (39 000 ft)